# NGC 1532
NGC 1532 је спирална галаксија у сазвежђу Еридан која се налази на NGC листи објеката дубоког неба.
Деклинација објекта је - 32° 52' 23" а ректасцензија 4h 12m 3,8s. Привидна величина (магнитуда) објекта NGC 1532 износи 9,8 а фотографска магнитуда 10,6. Налази се на удаљености од 16,653 милиона парсека од Сунца. NGC 1532 је још познат и под ознакама ESO 359-27, MCG -5-11-2, AM 0410-330, AM 0410-325, IRAS 04102-3259, PGC 14638.